# Cahuzac (Lot i Garonna)
Cahuzac – miejscowość i gmina we Francji, w regionie Nowa Akwitania, w departamencie Lot i Garonna.
Według danych na rok 1990 gminę zamieszkiwały 253 osoby, a gęstość zaludnienia wynosiła 31 osób/km² (wśród 2290 gmin Akwitanii Cahuzac plasuje się na 926. miejscu pod względem liczby ludności, natomiast pod względem powierzchni na miejscu 1193.).